# Helsdingenia
Helsdingenia là một chi nhện trong họ Linyphiidae.